# Lobsang Sangay
Lobsang Sangay (także Lobsang Sangje, tyb. བློ་བཟང་སངས་རྒྱས་ wylie: blo-bzang sangs-rgyas; ur. 1968 w Dardżylingu) – tybetański prawnik i polityk, premier Tybetu w latach 2011–2012, obecny przywódca polityczny Tybetu.

## Życiorys

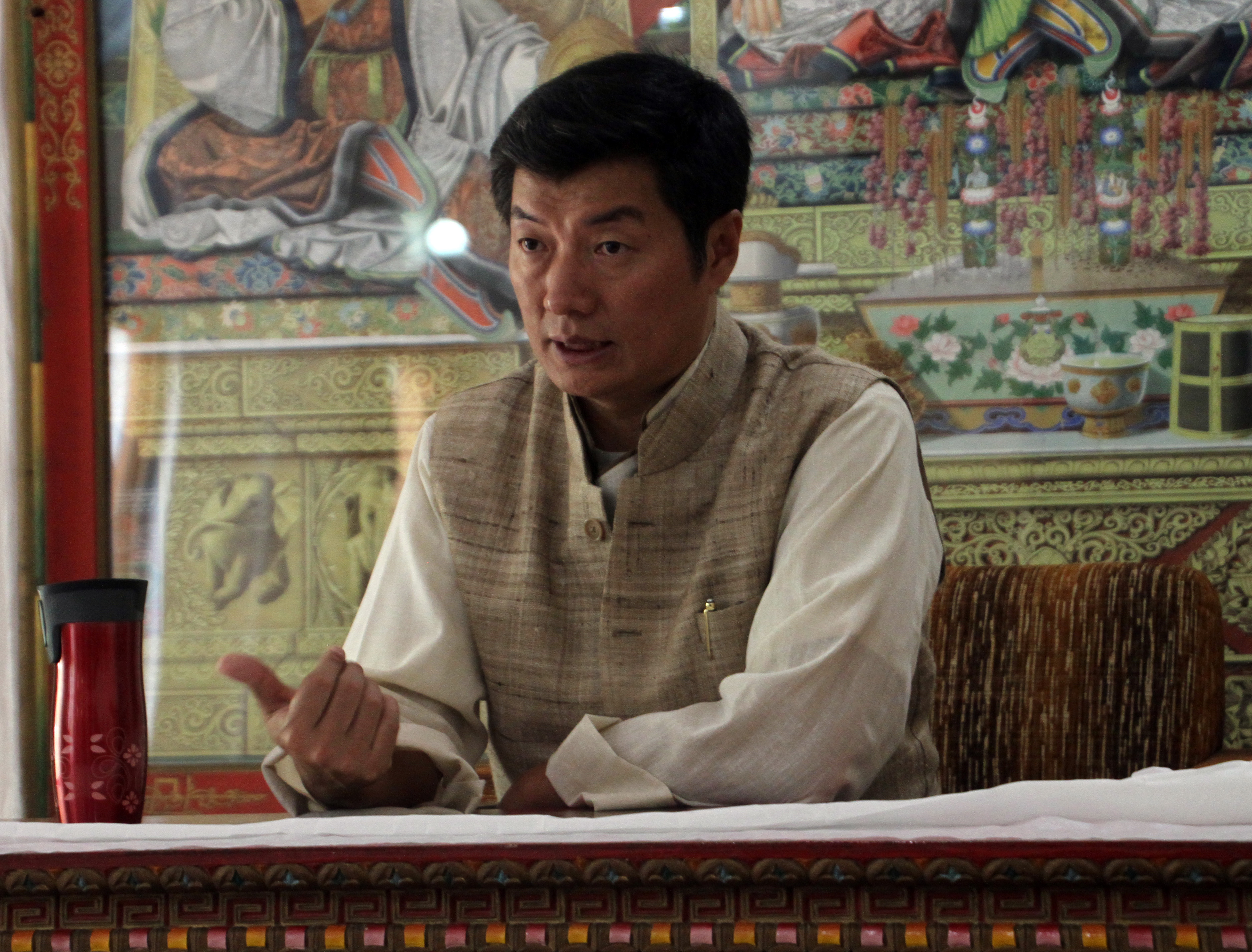
Lobsang Sangay w 2018 roku

Jego rodzice uciekli z Tybetu w 1959. Lobsang Sangay urodził się w Dardżylingu. Ukończył szkołę średnią w osiedlu diaspory tybetańskiej, kształcił się również w St. Joseph's College w rodzinnym mieście. Studiował na Delhi University (licencjat z prawa). Działał w Kongresie Młodzieży Tybetańskiej. Był wiceprzewodniczącym oddziału Kongresu w Dardżylingu (1988–1989). Pełnił również funkcję sekretarza generalnego (1989–1990) i przewodniczącego (1990–1991) struktur organizacji w Delhi. W 1992 wszedł w skład Centralnego Komitetu Wykonawczego (CENTREX) TYC. Zrezygnował z zasiadania w tym ciele w październiku 1994. W 1996 uzyskał, jako stypendysta Fulbrighta, stopień magistra, natomiast w 2004 stopień doktora na Harvard Law School. Specjalizuje się w prawie międzynarodowym oraz w dziedzinie konstytucjonalizmu i rozwiązywania konfliktów.
27 kwietnia 2011 został wybrany nowym kalonem tripą (otrzymał 27051 głosów; 55% wszystkich oddanych). Pokonał Tenzina Namgjal Tethonga (18405; 37,42%) i Tasziego Wangdi (3173; 6,44%). 8 sierpnia 2011 został zaprzysiężony. 16 września 2011 przedstawił parlamentowi na uchodźstwie kandydatów na kalonów; zostali oni zaaprobowani przez deputowanych. Tego samego dnia wszystkich, z wyjątkiem jednego, zaprzysiężono. W stworzonym przez siebie gabinecie Lobsang Sangay objął tekę kalona edukacji. 20 września 2012 Tybetański Parlament na Uchodźstwie zmienił noszony przezeń tytuł na sikjong (przywódca polityczny).